# Die Verrückten sind in der Stadt
Die Verrückten sind in der Stadt je záznam koncertu od německé kapely In Extremo.

## Seznam skladeb
1. „Ansage 6 Vagabunden“ - 1:00
2. „Galgen“ - 1:29
3. „Ansage Totus Florio“ - 0:20
4. „Totus Florio“ - 2:22
5. „Ansage Maria“ - 1:44
6. „Scaracuila“ - 3:32
7. „Ansage Dödet“ - 3:07
8. „Skudrinka (Dödet)“ - 3:27
9. „Ansage Quant“ - 1:17
10. „Quant je suis mis au retour“ - 3:05
11. „Hameln“ - 2:52
12. „Neva Ceng I Harbe“ - 3:28
13. „Ansage Villeman“ - 4:19
14. „Villeman Og Magnhild“ - 3:10
15. „Neunerle“ - 3:46
16. „Ansage Fred“ - 1:53
17. „Traubentritt“ - 4:17
18. „Vorstellung“ - 2:47
19. „Ecce Rex Darius“ - 5:02
20. „Ansage Engländer“ - 1:30
21. „Wie Kann Ich das Herz Meiner Liebsten Gewinnen“ - 2:36
22. „Absammeln“ - 2:38